# 仲村唯
仲村 唯（なかむら ゆい、1988年11月6日 - ）は、日本の女優。千葉県東金市出身。千葉県立成東高等学校→獨協大学外国語学部(ドイツ語学科)卒業。学生時代の部活動は「ラクロス🥍」。現在女優業と共に、SNSアプリTikTokにおいてライバーとして活躍中：アカウント名は『めーろめろん🍊💕』。

## 出演

### 映画
- 戦慄怪奇ファイル コワすぎ!劇場版・序章【真説・四谷怪談 お岩の呪い】（2014年5月3日、白石晃士監督） - 松井江見役
- 戦慄怪奇ファイル コワすぎ!最終章（2015年4月11日、白石晃士監督） - 松井江見役
- 青春群青色の夏（2015年9月5日、田中佑和監督） - ゴロカノ役[1][2][3][4][5][6]
- 話たりない夜の果て（2022年9月28日、上村奈帆監督） - 若林加奈役[7]

### テレビ
- 予告編ビギンズ「すばらしい世界」フジテレビ - 生徒役

### 舞台
- レディ・ゴー！-サスケの旅立ち-（2013年9月、オールアクトカンパニー公演） - ミドリ役[8]
- ショートストーリーズvol.6「即興芝居」（2013年9月、T1project公演）
- 罪と罰（2014年9月、T1project公演） - 林星香役[9]
- シーチキンサンライズ（2015年2月、T1project公演） - ジョン役[10]
- Show Window season1『深流波〜シンリュウハ〜』（2015年7月、T1project公演） - まゆみ役[11][12]
- ショートストーリーズvol.7「いま幸せです」（2015年9月、T1project公演） - 宇治野壺美役[13]
- ダイニングトーク（2016年5月、T1project公演） - 青木遥役[14]
- Show Window season2『螢の光』（2016年1月、T1project公演） - 小坂鈴子役[15][16]
- 放課後のユートピア（2016年7月27日-、劇団ナナカマド公演） - 保科珠里役[17][18]
- 幸せな時間（2016年9月15日-9月25日、T1project公演） - 伊藤みなみ役[19]
- 問題作・湿った町の少年（2017年3月1日-5日、劇団SUN） - みなみ役[20][21]
- ACTGAME第三回戦『PEEPER!』（2017年5月12日-5月18日、ACT公演） - 中谷役[22][23]
- コーヒーが冷めないうちに（2017年6月13日-6月18日、1110プロヂュース公演） - 時田数役[24]
- 野外劇誕生（2017年9月23日-24日、88生まれの女たち） - アイ役[25][26]
- 一人芝居APOFES2018「牝の一生」（2018年1月19日-） - 女役[27]
- ボーイズオンファイヤー vs ガールズオンファイヤー（2018年8月29日-9月2日、HYP39Div.） - サチコ役[28]
- ショートストーリーズvol.8「中田ステーションセブン」（2018年、T1project公演） - 青木裕美役[29]
- 惑星☆クリプトン「SMOKIN' LOVERS ～燐寸～」煙チーム (2018年11月)作:ミム・メモ／デビ(Cafe Bar LIVRE)[30]
- KARASAWA幕末劇 うそつきお扇  (2019年1月10日-1月14日)　- 花魁役[31]
- だからどうした [下北沢チーム] (2019年11月)　- マユ役[32]
- ワタシタチのキョリ (2021年6月)　- 瓜生クミコ役[33][34]
- 聖いひと (2021年11月)　-猫の妖精？役[35]
- クドい十二人の女 (2022年11月)　-玉井ユイ役[36]

以下略

### オリジナルビデオ
- 【閲覧注意】放送禁止動画（2014年、坂井田俊監督） - 取材スタッフ役
- 本当にあった呪いの映像（2014年、坂井田俊監督） - 取材スタッフ役
- ぞくり。怪談夜話 呪われた八編（2014年7月、夏目大一朗監督） - アイコ役[37]
- 本当にあった呪いの映像〜闇〜（2014年、坂井田俊監督） - 取材スタッフ役

### ラジオ
- FMうらやす『INDIES NAIGHT〜第22回放送スペシャルナイト(2015年8月31日)』 - パーソナリティー[38]
- FMうらやす『INDIES NIGHT season.3(2016年5月9日)～season6(2018年12月11日)』 - 第2週パーソナリティー[39]
- インターネットラジオ「東京」サブカルチャンネルラヂオ＿唯と結奈の☆YYランド！[40]

### その他
- VP　ジヤトコ　「それぞれのきっかけ」
- MV   or'「月の譜」[41]
- Webマガジン　バスケットボールキング「公認チアライバー決定戦」を勝ち抜きユニフォームを着て登場！[42]